# حي ماريه

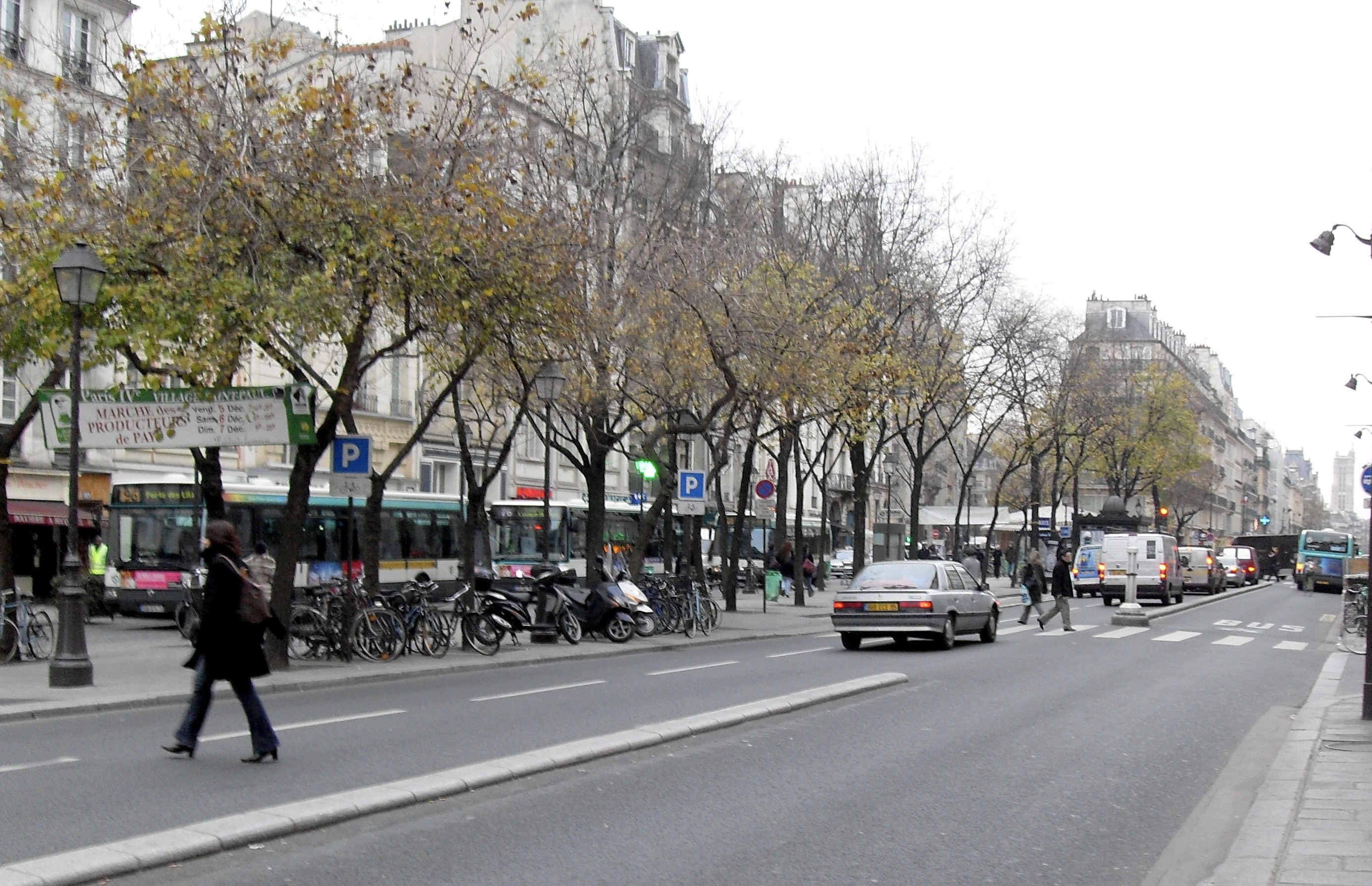
ساحة سان بول

حي ماريه بالفرنسية (Quartier Le Marais) وهو حي من أحياء الدائرة الرابعة في باريس في باريس ويقع في قلب هذه الدائرة وقلب باريس وعلى يمين نهر السين وعلى أطرافه يقع مركز جورج بومبيدو.

## الموقع
يقع على في قلب باريس وعلى يمين نهر السين تحده من الشرق ساحة الباستيل ومن الغرب محطة شاتليه

،

## خصائص الحي
يعتبر هذا الحي أيضاً كحي سياحي بالدرجة الأولى وفيه تقع مقاهي ومطاعم، وهو من المقاصد الرئيسية لزائري باريس مثله مثل حي الشانزيليزيه أو حي مونمارتر أو الحي اللاتيني.

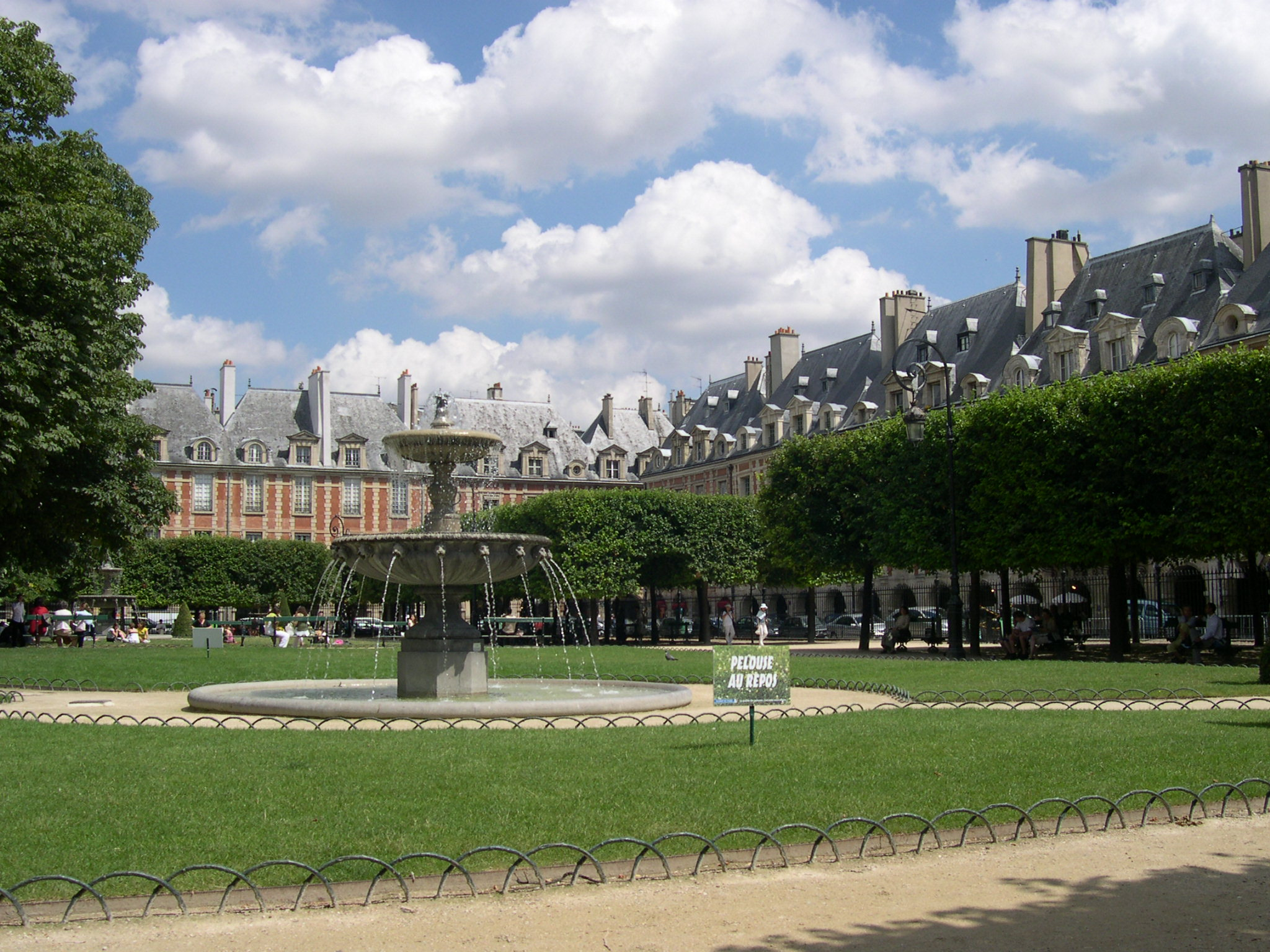
ساحة فوج معلم مهم من معالم هذا الحي

## التاريخ
سكن اليهود هذا الحي منذ فترة طويلة وفيه تقع كنسهم.
كان هذا الحي يعتبر حيَّاً فقيراً حتى سنوات السبعينات، ولكن بدأت تسكنه طبقة البوبو وبدأ يتغير وجه الحي ولا سيما بعد افتتاح العديد من المقاهي المخصصة بشكل أو بآخر للمثيلين .

## المعالم
يعتبر الماريه كأحد المعالم السياحية والمواقع الأثرية في باريس. و
أهم معالم حي الماريه :
- مركز جورج بومبيدو
- ساحة فوج

## أعلام
- إيما واتسون